# Goßler (Familienname)
Goßler oder Gossler ist ein deutscher Familienname.

## Namensträger
- Albert von Goßler (1807–1869), deutscher Verwaltungsjurist
- Alfred von Goßler (1867–1946), deutscher Verwaltungsjurist
- Astrid Meyer-Gossler (* 1946), deutsche Schauspielerin und Drehbuchautorin
- Carl Goßler (1885–1914), deutscher Ruderer
- Conrad Christian Goßler (1769–1842), deutscher Jurist
- Cornelius Freiherr von Berenberg-Gossler (1874–1953), deutscher Bankier
- Ernst Gossler (Jurist) (1806–1889), deutscher Jurist und Politiker
- Ernst Gossler (Bankier) (1838–1893), deutscher Bankier und Politiker
- Eugen von Goßler (1823–1892), deutscher Verwaltungsbeamter und Rittergutsbesitzer
- Friedrich Franz Theodor Goßler (1800–1856), deutscher katholischer Geistlicher und Schriftsteller
- Fritz Goßler (1870–1937), deutscher Politiker (SPD/USPD)
- Gustav von Goßler (1838–1902), deutscher Politiker, MdR
- Gustav Goßler (1879–1940), deutscher Ruderer
- Heinrich Gossler (1805–1879), deutscher Kaufmann
- Heinrich von Goßler (1841–1927), deutscher General
- Heinrich Freiherr von Berenberg-Gossler (1909–1997), deutscher Bankier
- Herbert von Berenberg-Goßler (1883–1918), deutscher Anatom
- Hermann Goßler (1802–1877), deutscher Jurist und Politiker, Bürgermeister von Hamburg
- Johann von Berenberg-Gossler (1839–1913), deutscher Bankier
- Johann Heinrich Gossler (1775–1842), deutscher Bankier und Politiker, Senator in Hamburg
- Johann Hinrich Gossler (1738–1790), deutscher Bankier
- John von Berenberg-Gossler (1866–1943), deutscher Bankier und Politiker
- John Henry Gossler (1849–1914), deutscher Kaufmann
- Karl Goßler (Politiker) (1836–1900), deutscher Politiker (SPD)
- Karl Gustav von Goßler (1810–1885), deutscher Richter
- Konrad von Goßler (Verwaltungsjurist) (1841–1900), deutscher Verwaltungsbeamter und Rittergutsbesitzer
- Konrad von Goßler (General) (1881–1939), deutscher General der Kavallerie
- Konrad Ernst von Goßler (1848–1933), deutscher General der Infanterie
- Oscar Goßler (1875–1953), deutscher Ruderer
- Stefan Gossler (* 1955), deutscher Synchronsprecher und Schauspieler
- Wilhelm Gossler (Politiker) (1811–1895), deutscher Kaufmann und Politiker, MdHB
- Wilhelm von Goßler (Generalleutnant) (1850–1928),  preußischer Generalleutnant
- Wilhelm von Goßler (Jurist) (1883–1945), deutscher Verwaltungsjurist
- Wilhelm Christian Goßler (1756–1835), deutscher Beamter